# Chrysotoxum verae
Chrysotoxum verae är en tvåvingeart som beskrevs av Violovitsh 1973. Chrysotoxum verae ingår i släktet getingblomflugor, och familjen blomflugor. Inga underarter finns listade i Catalogue of Life.